# Trade Air
Trade Air è una compagnia aerea croata con sede a Zagabria fondata nel 1994 che opera principalmente voli charter.

## Storia
Trade Air è stata fondata nell’aprile 1994 dal comandante Marko Cvijin e ha iniziato le operazioni il 22 maggio 1995 con un volo cargo. Nel 1999 ha acquistato il suo primo velivolo, un Let L 410. Nel 2004 ha acquistato due Fokker F100 con i quali ha iniziato i voli charter nel 2005 sotto il marchio SunAdria.

Nel 2007 Trade Air ha operato diversi voli in Australia per trasportare i giornalisti dediti a seguire le elezioni parlamentari in Australia del 2007. Nel maggio 2008 ha ricevuto il suo primo certificato IOSA.

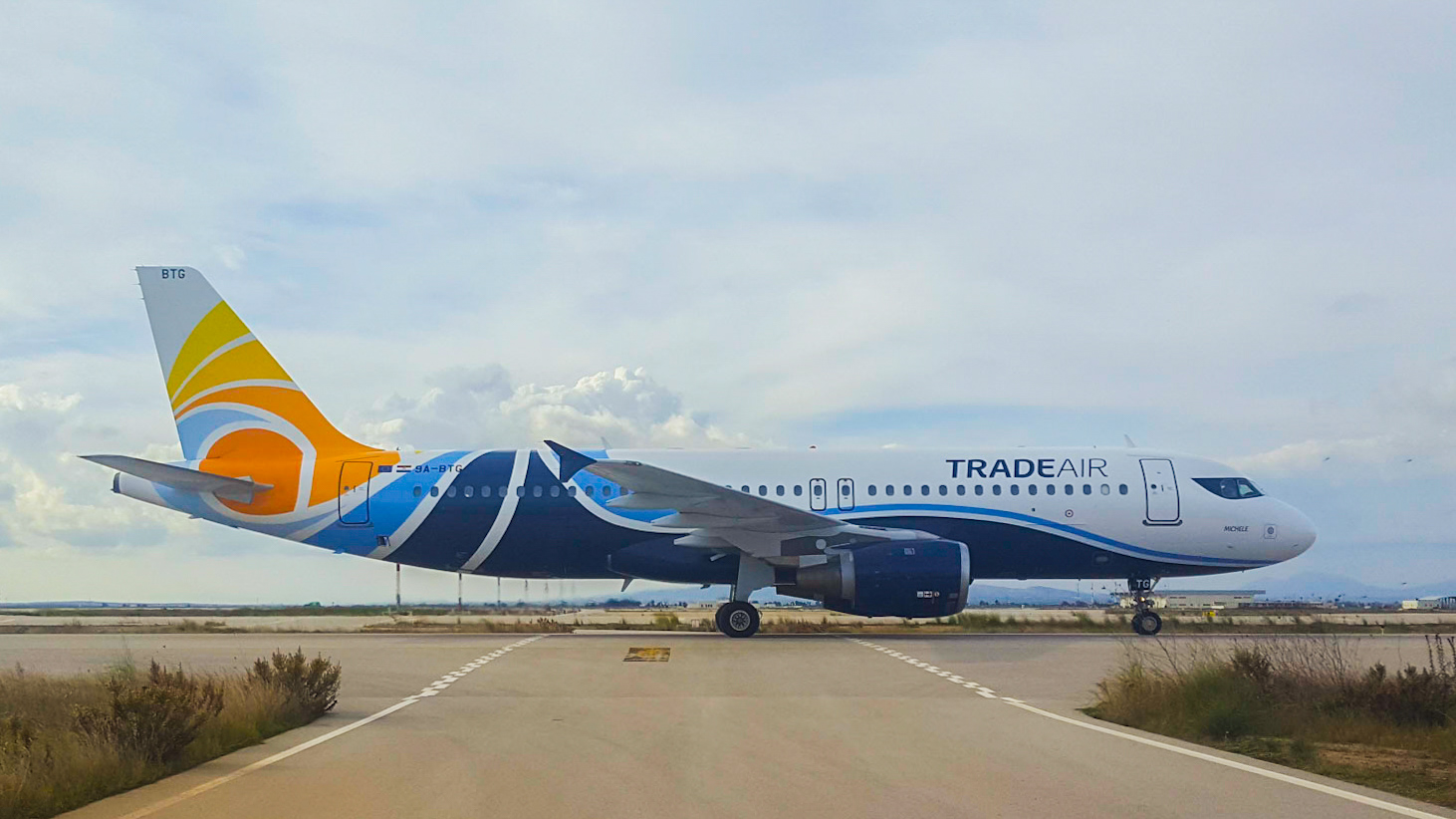
Un Airbus A320 di Trade Air

Nel settembre 2013 Trade Air ha attivato con un Embraer EMB 120 dei voli di linea tra Zagabria e Osijek, Fiume, Spalato e Dubrovnik su contratto del Ministero dei trasporti marittimi e delle infrastrutture. Nel 2016 ha ricevuto il suo primo Airbus A320.

## Operazioni
Trade Air si occupa principalmente di voli charter, sia passeggeri che cargo, ed è autorizzata dalla Croatian Civil Aviation Agency, l’ente regolatore croato, a trasportare merci pericolose. Trade Air opera anche voli di linea interni con un Let L 410 tra Zagabria, Osijek, Rijeka, Pola, Spalato e Dubrovnik; questi voli sono operati come servizio pubblico e finanziati dal governo. Trade Air, inoltre, si occupa di wet lease dei propri aeromobili e nel corso della sua esistenza ha collaborato con oltre 60 compagnie aeree europee, africane e asiatiche.

## Flotta
| Aereo           | In flotta (luglio 2021) | Ordini | Passeggeri | Note                   |
| --------------- | ----------------------- | ------ | ---------- | ---------------------- |
| Airbus A319-100 | —                       | 1      | TBA        | In leasing da AerCap   |
| Airbus A320-200 | 3                       | —      | 180        | 1 in leasing da AerCap |
| Fokker F100     | 1                       | —      | 109        |                        |
| Let L 410       | 1                       | —      | 19         |                        |
| Totale          | 5                       | 1      |            |                        |